# NGC 2812
NGC 2812 is een lensvormig sterrenstelsel in het sterrenbeeld Kreeft. Het hemelobject werd op 17 februari 1865 ontdekt door de Duitse astronoom Albert Marth.

## Synoniemen
- ZWG 91.60
- PGC 26242